# إيمانويل وانجاي
إيمانويل وانجاي (بالإندونيسية: Imanuel Wanggai)‏ (23 فبراير 1988 بجايابورا في إندونيسيا - ) هو لاعب كرة الصالات ‏ ولاعب كرة قدم إندونيسي في مركز الوسط. شارك مع منتخب إندونيسيا تحت 21 سنة لكرة القدم ومنتخب إندونيسيا تحت 23 سنة لكرة القدم ومنتخب إندونيسيا لكرة القدم. أما مع النوادي، فقد لعب مع برسيبورا جايابورا.

## وصلات خارجية
- إيمانويل وانجاي على موقع قاعدة بيانات كرة القدم.إي يو (الإنجليزية)
- إيمانويل وانجاي على موقع ناشيونال فوتبول تيمز (الإنجليزية)
- إيمانويل وانجاي على موقع Soccerway.com (الإنجليزية)